# Jan Prekier
Jan Prekier (ur. 1909, zm. 1999) – polski radca prawny, prezes Towarzystwa Muzycznego im. I.J. Paderewskiego, główny organizator (obok Felicji Krysiewicz) Studia Operowego w Bydgoszczy. 

## Życiorys
Urodził się w 1909 r. w Daragowie na ziemi mińskiej. Był jedynym synem Jana, zawiadowcy stacji i Izabeli z Szabuniów. Burzliwy okres I wojny światowej i rewolucji bolszewickiej sprawił, że od 1924 r. opiekę nad nim objął stryj - dyrektor jednego z banków wileńskich. Jego mecenat pomógł mu w ukończeniu prawa na Uniwersytecie im. Stefana Batorego w Wilnie, a następnie podjęciu pracy w Ministerstwie Oświaty w Warszawie.
Okupację hitlerowską spędził w Warszawie, zaliczając w tym czasie aplikację adwokacką. Powstanie warszawskie przeżył wraz z rodziną w wiosce pod Milanówkiem. W 1946 r. przybył do Bydgoszczy, gdzie znalazł zatrudnienie w Urzędzie Likwidacji Mienia Poniemieckiego. W latach późniejszych pracował jako radca prawny w Bydgoskiej Fabryce Akordeonów, Makrum, PDT i Wojewódzkim Zarządzie Kin.
Pełniąc przypisane jego wykształceniu stanowiska, działał równocześnie na niwie kulturalnej. Został wybrany prezesem Bydgoskiego Towarzystwa Muzycznego oraz gorąco orędował za utworzeniem nad Brdą sceny operowej. W tym ambitnym zamierzeniu wspierał swoją wiedzą i urzędniczym doświadczeniem Felicję Krysiewicz i był obok niej głównym architektem powstania w 1956 r. bydgoskiego Studia Operowego, a potem przekształcenia go w placówkę państwową. Sprowadzał do Bydgoszczy wpływowych krytyków, m.in. Romana Jasińskiego, Jerzego Waldorffa, Stefana Kisielewskiego, organizował odczyty i wykłady, zachęcał do wspierania bydgoskich inicjatyw na centralnych szczeblach. 
Był zagorzałym melomanem, który pokazywał się na co ważniejszych koncertach tak w Polsce, jak i za granicą. Był m.in. stałym gościem Praskich Wiosen Muzycznych i innych festiwali. Swoją muzyczną wiedzą dzielił się na licznych prelekcjach i wykładach. Wygłaszał słowa wstępne przed niektórymi koncertami i pisał teksty do programów operowych premier, m.in. do „Strasznego dworu” S. Moniuszki (1958), „Dziadka do orzechów” P. Czajkowskiego (1958).
W 1960 r. ze względów rodzinnych opuścił Bydgoszcz, wrócił do stolicy, gdzie został radcą prawnym w Teatrze Wielkim oraz w stołecznej Desie. W 1986 r. był honorowym gościem obchodów 30-lecia Opery Nova, jako główny „ojciec chrzestny” tej instytucji w Bydgoszczy. Zmarł w 1999 r. w Warszawie.